# Corticaria fagi
Corticaria fagi är en skalbaggsart som beskrevs av Thomas Vernon Wollaston 1854. Corticaria fagi ingår i släktet Corticaria, och familjen mögelbaggar. Arten är reproducerande i Sverige.